# Stillwater (Nova York)
Stillwater és una població dels Estats Units a l'estat de Nova York. Segons el cens del 2000 tenia 1.644 habitants.

## Demografia
Segons el cens del 2000, Stillwater tenia 1.644 habitants, 616 habitatges, i 450 famílies. La densitat de població era de 511,9 habitants per km².
Dels 616 habitatges en un 39,1% hi vivien nens de menys de 18 anys, en un 54,1% hi vivien parelles casades, en un 13,8% dones solteres, i en un 26,8% no eren unitats familiars. En el 21,9% dels habitatges hi vivien persones soles l'11% de les quals corresponia a persones de 65 anys o més que vivien soles. El nombre mitjà de persones vivint en cada habitatge era de 2,67 i el nombre mitjà de persones que vivien en cada família era de 3,14.
Per edats la població es repartia de la següent manera: un 29,1% tenia menys de 18 anys, un 6,8% entre 18 i 24, un 31,4% entre 25 i 44, un 20,1% de 45 a 60 i un 12,6% 65 anys o més.
L'edat mediana era de 35 anys. Per cada 100 dones de 18 o més anys hi havia 87,3 homes.
La renda mediana per habitatge era de 43.516 $ i la renda mediana per família de 50.577 $. Els homes tenien una renda mediana de 35.667 $ mentre que les dones 27.250 $. La renda per capita de la població era de 17.221 $. Entorn del 7,8% de les famílies i el 10,8% de la població estaven per davall del llindar de pobresa.